# Marcus Preemann
Marcus Preemann (* 4. März 1967 in Quakenbrück) ist ein ehemaliger deutscher Basketballspieler.

## Laufbahn
1986 nahm der zwei Meter messende Flügel- und Innenspieler mit der bundesdeutschen Auswahl an der Junioren-Europameisterschaft in Österreich teil. Ein Jahr später gehörte er zum bundesdeutschen Aufgebot für die Junioren-WM in Italien.
Er spielte für den BC Giants Osnabrück in der Basketball-Bundesliga und bis 1994 für den Oldenburger TB in der 2. Basketball-Bundesliga, danach bei der TSG Westerstede, ehe er zum TSV Quakenbrück zurückkehrte, mit dem er 1996 in die 2. Basketball-Bundesliga aufstieg.
2012 gehörte er zur deutschen Ü40-Mannschaft bei der EM in Litauen, auch im Altersbereich Ü45 nahm er an internationalen Meisterschaften teil.